# Bad Robot Productions
Bad Robot Productions er et produktionsselskab ejet af J.J. Abrams. Selskabet er ansvarligt for tv-serierne Alias, Lost, What About Brian, Six Degrees og filmen Cloverfield. Selskabet står også bag den nye Star Wars-Trilogi i samarbejde med andre selskaber.
| Firma | Spire Denne artikel om et firma eller en virksomhed i USA er en spire som bør udbygges. Du er velkommen til at hjælpe Wikipedia ved at udvide den. |